# Laiyin Forum
Laiyin Forum (chinesisch 莱茵笔会, Pinyin Láiyīn bǐhuì) e.V. ist ein Verein von in Deutschland lebenden chinesischen Studenten und Wissenschaftlern. Der Verein setzt sich für die Demokratisierung und Menschenrechte in China ein. Die Gründung des Vereins erfolgte 1987 in Wiesbaden, also noch vor dem Tian’anmen-Massaker. Der Verein bezweckt die Förderung von Kunst, Kultur und literarischem Wirken und die Koordinierung geeigneter Veranstaltungen mit anderen deutschen kulturellen Einrichtungen.
Nach dem Tian’anmen-Massaker publizierte das Laiyin Forum Bücher sowohl in deutscher wie chinesischer Sprache, zum Beispiel:
- Chinas demokratische Bewegung und die Reaktionen auf die Niederschlagung in Deutschland. Brockmeyer, Bochum 1990, ISBN 978-3-88339-824-2.
- Die Göttin der Demokratie - China 1989. Schiller, Berlin 1990, ISBN 978-3-925067-08-2.

## Zeitschrift
Das Laiyin Forum gab von 1987 bis 2005 die chinesischsprachige Zeitschrift Laiyin Tongxin (莱茵通信 : 中国留德学人杂志 ‚etw. Rhein-Korrespondenzen: Zeitschrift für chinesische Akademiker in der BRD‘, ISSN 0937-6593) heraus. Die Zeitschrift erschien vierteljährlich mit einem politischen Schwerpunktthema, eine Ausgabe umfasste 48 Seiten mit Schwarzweiß-Fotos. Herausgeber war zuerst der World University Service (WUS) und dann Laiyin Forum. 1990 erschien eine Sonderausgabe der Zeitschrift zum Jahrestag des Tian’anmen-Massakers.